# Glenwood (Newfoundland en Labrador)
Glenwood is een gemeente (town) in de Canadese provincie Newfoundland en Labrador.

## Geschiedenis
In 1962 werd het dorp een gemeente met de status van local government community. Tussen 1966 en 1971 veranderde de status van de gemeente naar die van town.

## Geografie
De gemeente ligt in het binnenland van het eiland Newfoundland daar waar de rivier de Gander het meer Gander Lake verlaat. Het dorp ligt aan de linkeroever en is in het oosten vergroeid met de op de rechteroever gelegen gemeente Appleton.

## Demografie
Glenwood maakt deel uit van de Agglomeratie Gander. De gemeente kende tussen 1991 en 2021 net als de meeste kleine gemeenten op het eiland een demografische daling. Het inwoneraantal daalde in die periode van 984 naar 739 (-24,9%).
| Jaar | Aantal inwoners | Verschil |
| ---- | --------------- | -------- |
| 1991 | 984             | –        |
| 1996 | 893             | -9,2%    |
| 2001 | 845             | -5,4%    |
| 2006 | 762             | -9,8%    |
| 2011 | 791             | +3,8%    |
| 2016 | 778             | -1,6%    |
| 2021 | 739             | -5,0%    |